# Войнишки паметник (Егълница)
Войнишкият паметник в село Егълница, област Перник е издигнат в памет на загиналите в Балканската, Междусъюзническата и Втората световна войни.
Изграден е от бигор, с височина 3,40 m в основата е с формата на квадрат със страни по 1 m. Направен е в каменоделната работилница на Симион Минев село Калища и е открит на 19 март 1921 г.

## Списък на загиналите
На паметника са изписани имената на загиналите във войните.
- Младши подофицер Алекси Митов
- Младши подофицер Никола Ст. Барбутски
- Младши подофицер Пене Костадинов
- Ефрейтор Иван Г. Соколов
- Редник Костадин Димитров
- Редник Илия Стойнев
- Редник Димитър Георгиев
- Редник Илия Велинов
- Редник Васил Минев
- Редник Георги Л. Диманов
- Подофицер Иван В. Ананиев
- Подофицер Крум П. Митков с. Извор
- Подофицер Анани Л. Араклийски
- Редник Петър А. Тренчев
- Подофицер Георги Найденов
- Ефрейтор Никола Костадинов
- Редник Владимир М. Аризанов
- Редник Христо Дяволски
- Васил Митев
- Георги Стефанов
- Тодор Велинов
- Иван Митев
- Райчо Павлов
- Петър Зарев
- Георги Антониев
- Стоил Николов
- Кръсто Митев
- Петър Павлов
- Костадин Пенев
- Глигор Данчев
- Георги Митев
- Никола Стоименов
- Методи Ников
- Милан Стойков
- Симион Петров
- Алекси Петров